# Egilberto
Egilberto (ou Engelberto) (falecido em 1101), chamado de Rotemburgo, foi o arcebispo de Tréveris de 1079 até sua morte. Ele foi partidário do Sacro Imperador Romano Henrique IV durante a Controvérsia da Investidura e foi recompensado em 1100 com a dignidade de arquichanceler da Gália.
Ele estava envolvido em uma disputa com Henrique, duque da Baixa Lorena.